# Claude Chabauty
Pour les articles homonymes, voir Chabauty.
Claude Chabauty (4 mai 1910 à Oran - 2 juin 1990 à Dieulefit) est un mathématicien français.

## Biographie
Claude Chabauty est élève à partir de 1929 de l'École normale supérieure. Il est ensuite professeur à Strasbourg. En 1954, il succède à Marcel Brelot comme directeur du laboratoire de mathématiques pures de l'université de Grenoble, fonction qu'il assumera pendant plus de 22 ans.

## Travaux
Claude Chabauty a travaillé sur l'approximation diophantienne et la géométrie des nombres. « Il a été un des premiers mathématiciens à utiliser avec un égal bonheur l'analyse classique et l'analyse p-adique pour surmonter les difficultés qui se présentaient dans les problèmes diophantiens. »